# Pisum abyssinicum
Pisum abyssinicum är en ärtväxtart som beskrevs av Alexander Karl Heinrich Braun. Pisum abyssinicum ingår i släktet ärter, och familjen ärtväxter. Inga underarter finns listade i Catalogue of Life.